# Pachycondyla picea
Pachycondyla picea är en myrart som först beskrevs av Bernard 1953.  Pachycondyla picea ingår i släktet Pachycondyla och familjen myror. Inga underarter finns listade i Catalogue of Life.